# Hugo Hörtnagl (Politiker)
Hugo Hörtnagl (* 23. Dezember 1932 in Innsbruck; † 4. Dezember 2019) war ein österreichischer Politiker der Sozialdemokratischen Partei Österreichs (SPÖ). Von 1984 bis 1994 war er Abgeordneter zum Tiroler Landtag.

## Leben
Hugo Hörtnagl war Abteilungsleiter bei den Stadtwerken Innsbruck, wo er als Obmann der Personalvertretung fungierte.
Nach der Landtagswahl 1984 wurde er in konstituierenden Sitzung der X. Gesetzgebungsperiode am 10. Juli 1984 als Nachrücker für Landesrat Friedrich Greiderer als Abgeordneter zum Tiroler Landtag angelobt, wo er zunächst Mitglied im Bauausschuss, im Schulausschuss sowie im Sportausschuss und im Ausschuss für Land- und Forstwirtschaft und Umweltfragen war. Nach der Landtagswahl 1989 war er in der XI. Gesetzgebungsperiode Mitglied im Ausschuss für Familie, Jugend und Sport, im Fremdenverkehrsausschuss sowie im Tourismusausschuss. Nach der Landtagswahl 1994 schied er mit 5. April 1994 aus dem Landtag aus.
Hörtnagl starb im Dezember 2019 im Alter von 86 Jahren.

## Auszeichnungen
- Goldenes Verdienstzeichen der Republik Österreich[3]
- Viktor-Adler-Plakette[3]